# Daniel et Cyrus devant l'idole de Bêl
Daniel et Cyrus devant l'idole de Bêl est un tableau réalisé en 1633 par le peintre néerlandais Rembrandt. De format horizontal, cette huile sur panneau est une peinture religieuse qui illustre un épisode du Livre de Daniel, dans l'Ancien Testament. Elle représente l'instant où Cyrus le Grand désigne de son sceptre les offrandes au pied d'une statue de bronze figurant Bêl, alors qu'il débat de son culte avec Daniel, sous le regard inquiet des prêtres qui en abusent. Achetée en 1995 à Thomas Agnew & Sons, l'œuvre est conservée par le J. Paul Getty Museum au Getty Center de Los Angeles, en Californie, aux États-Unis.